# Мой братец Бейб
«Мой братец Бейб» (англ. My Brother the Pig) — американская семейная фэнтези-комедия 1999 года режиссёра Эрика Флеминга со Скарлетт Йоханссон, Евой Мендес, Джаджом Рейнхолдом и Алексом Дэвидом Линцем в главных ролях.

## Сюжет
Брат и сестра Джордж и Кэти плохо ладят друг с другом. Как-то раз их родители отправляются в велопутешествие по Франции. Дети же в это время остаются дома на попечении няни Матильды, которая живёт вместе с ними. Матильда приехала из Мексики учиться в американском колледже. Кэти раздражает в Матильде её излишняя правильность. Она подбивает Джорджа зайти в комнату Матильды и похулиганить там. Джордж случайно капает мороженым на амулеты Матильды, тем самым, активируя их. Джордж превращается в поросёнка.
У Кэти и Матильды остаётся несколько дней до приезда родителей, чтобы превратить Джорджа обратно в человека. Сама Матильда не знает, как работают амулеты, которые достались ей от предков. Матильда принимает решение срочно везти поросёнка в Мексику к её бабушке, которая должна лучше разбираться в колдовстве. В поездку отправляется и лучший друг Джорджа Фройд.
В Мексике компания собирает нужные для ритуала ингредиенты и ждёт полную Луну. Кэти ссорится с Матильдой и её бабушкой из-за медлительности всего этого процесса и отправляется бродить по городу. В городе она знакомится с местными девочками. Фройд зарабатывает деньги на американских туристах, показывая им трюки с поросёнком. В какой-то момент Джорджа похищает мясник. Фройд находит Кэти и её новых подруг, и они все вместе спасают Джорджа от мясника.
Собрав все ингредиенты, вся компания собирается на горе в ночь полнолуния. Бабушка Матильды проводит свой ритуал, и Джордж превращается снова в человека. В момент ритуала под луч Луны попадает мясник, который превращается в падальщика. Дети вместе с няней отправляются домой прямо к приезду родителей.

## В ролях
- Скарлетт Йоханссон — Кэти Колдуэлл
- Ева Мендес — Матильда
- Джадж Рейнхолд — Ричард Колдуэлл
- Роми Уолтхолл — Ди Ди Колдуэлл
- Ник Фуоко — Джордж Колдуэлл
- Алекс Дэвид Линц — Фройд
- Пол Рентериа — пограничник
- Рене Виктор — бабушка Берта
- Камбрия Гонзалез — Мерседес
- Николь Зарате — Энни
- Эдуардо Антонио Гарсиа — Луис
- Марко Родригес — Эдвардо
- Ди Брэдли Бейкер — поросёнок Джордж (озвучивание)

## Производство
Сценарист Мэттью Флинн рассказал, что написал сценарий ещё в 1992 году. Его агенту удалось продать сценарий в Голливуде, но после покупки сценарий был положен на полку. Позже сценарий выкупила другая студия и начала производство фильма. Бюджет фильма составил 2,3 млн долларов. Фильм был готов в 1999 году и имел небольшое количество показов. В начале 2001 года журнал Variety описывал его как «малоизвестный семейный фильм», но уже в конце этого года фильм был показан на Nickelodeon. Через двадцать лет фильм в интервью GQ рекомендовал Райан Гослинг, как фильм, подходящий для просмотра во время локдауна (Гослинг состоит в отношениях с Евой Мендес).

## Критика
Семейный фильм, который более интересен из-за своего актёрского состава.